# 박주성 (축구인)
박주성(朴柱成, 1984년 2월 20일 ~ )은 대한민국의 전 축구 선수로서 포지션은 수비수였다.

## 개요
진해덕산초등학교, 거제중학교, 마산공업고등학교, 광운대학교를 졸업하였다. 비슷한 목소리와 주걱턱으로 인하여 '스머프'의 캐릭터인 '가가멜'이라는 별명이 붙었다.

## 축구인 생활

### 선수 생활
2003년 수원 삼성 블루윙즈에서 데뷔하여 그 해 리그에서 11경기를 뛰었으나, 2004년 하우젠 컵을 포함하여 7경기를 뛰는데 그쳤다. 2005년 광주 상무 불사조에 입대하였으나 그 해 리그에서 3경기를 뛰는데 그쳤고, 2006년 리그에서 15경기를 뛰었다. 2006년 11월 17일 군복무를 마치고 수원 삼성 블루윙즈에 복귀하여, 2006년 11월 25일 K-리그 플레이오프 성남 일화 천마와의 경기에서 뛰었으나, 이후 3년동안 하우젠 컵을 포함하여 7경기를 뛰는데 그쳤다. 2009년 J리그의 베갈타 센다이로 이적하였고, 입단 첫 시즌 34경기에 나서 2골을 기록하며 팀의 승격을 이끌었다.
2013년 경남 FC에 입단하며 국내무대로 복귀하였으며, 2014시즌에는 팀의 주장으로 선임되었다.
2015년 중국 구이저우 런허로 이적했지만, 팀의 강등을 막지 못한채 1년만에 다시 경남으로 복귀하였다.
2017년 팀동료 전상훈과 함께 트레이드로 대전 시티즌에 입단하였다.

### 지도자
2018년 은퇴를 선언하고 동국대학교 축구부의 코치로 부임하였다.

### 국가 대표 생활
2003년 4월 16일 일본과의 친선경기에서 A매치에 데뷔하였다. 2006년 7월 부상당한 양상민 대신 국가대표팀에 합류하였으나 발목 부상으로 하차하였고, 그 해 10월 부상당한 장학영 대신 다시 국가대표팀에 합류하여 10월 8일 가나와의 친선경기에서 뛰었으나 그 경기에서 부상을 입어 중도하차하였다.

### 경기 도중 졸도
2010년 8월 7일 요코하마 F. 마리노스와의 홈경기에 선발 출장했다가 전반 36분 갑자기 쓰러진 후 교체되었다. 열사병으로 밝혀졌으며 무더위로 인한 불면증이 원인이었다.

## 경력

### 선수 경력
- 2003년 ~ 2004년  수원 삼성 블루윙즈
- 2005년 ~ 2006년  광주 상무 불사조 (군복무)
- 2006년 ~ 2008년  수원 삼성 블루윙즈
- 2009년 ~ 2012년  베갈타 센다이
- 2013년 ~ 2014년  경남 FC
- 2015년  구이저우 런허
- 2016년 ~ 2017년  경남 FC
- 2017년  대전 시티즌

## 등번호

### K리그
- 23 (2003년 ~ 2004년, 2008년,  수원 삼성 블루윙즈)
- 3 (2006년 ~ 2007년,  수원 삼성 블루윙즈)
- 30 (2005년 ~ 2006년,  광주 상무)
- 27 (2013년 ~ 2014년, 2016년 ~ 2017년  경남 FC)
- 27 (2017년,  대전 시티즌)

### J리그
- 27 (2009년 ~ 2012년,  베갈타 센다이)

### 중국 슈퍼리그
- 27 (2015년,  구이저우 런허)

## 수상

### 클럽

#### 수원 삼성 블루윙즈
- K-리그 우승 2회 (2004년, 2008년)
- K-리그 준우승 1회 (2006년)
- FA컵 준우승 1회 (2006년)
- 하우젠 컵 우승 1회 (2008년)